# Neuilly-en-Donjon
Neuilly-en-Donjon és un municipi francès, situat al departament de l'Alier i a la regió d'Alvèrnia-Roine-Alps. L'any 2007 tenia 236 habitants.

## Demografia

### Població
El 2007 la població de fet de Neuilly-en-Donjon era de 236 persones. Hi havia 124 famílies de les quals 52 eren unipersonals (40 homes vivint sols i 12 dones vivint soles), 48 parelles sense fills i 24 parelles amb fills.
La població ha evolucionat segons el següent gràfic:
Habitants censats

### Habitatges
El 2007 hi havia 159 habitatges, 123 eren l'habitatge principal de la família, 15 eren segones residències i 21 estaven desocupats. 149 eren cases i 8 eren apartaments. Dels 123 habitatges principals, 81 estaven ocupats pels seus propietaris, 35 estaven llogats i ocupats pels llogaters i 7 estaven cedits a títol gratuït; 1 tenia una cambra, 2 en tenien dues, 21 en tenien tres, 40 en tenien quatre i 59 en tenien cinc o més. 104 habitatges disposaven pel capbaix d'una plaça de pàrquing. A 78 habitatges hi havia un automòbil i a 35 n'hi havia dos o més.

### Piràmide de població
La piràmide de població per edats i sexe el 2009 era:
| Homes | Edats   | Dones |
| ----- | ------- | ----- |
| 0     | 95 o +  | 0     |
| 0     | 90 a 94 | 0     |
| 0     | 85 a 89 | 0     |
| 8     | 80 a 84 | 0     |
| 20    | 75 a 79 | 24    |
| 4     | 70 a 74 | 24    |
| 4     | 65 a 69 | 0     |
| 4     | 60 a 64 | 0     |
| 16    | 55 a 59 | 8     |
| 12    | 50 a 54 | 4     |
| 12    | 45 a 49 | 12    |
| 8     | 40 a 44 | 4     |
| 4     | 35 a 39 | 0     |
| 4     | 30 a 34 | 4     |
| 8     | 25 a 29 | 4     |
| 12    | 20 a 24 | 0     |
| 4     | 15 a 19 | 4     |
| 4     | 10 a 14 | 0     |
| 4     | 5 a 9   | 0     |
| 0     | 0 a 4   | 4     |

## Economia
El 2007 la població en edat de treballar era de 135 persones, 94 eren actives i 41 eren inactives. De les 94 persones actives 83 estaven ocupades (47 homes i 36 dones) i 11 estaven aturades (6 homes i 5 dones). De les 41 persones inactives 25 estaven jubilades, 4 estaven estudiant i 12 estaven classificades com a «altres inactius».

### Ingressos
El 2009 a Neuilly-en-Donjon hi havia 113 unitats fiscals que integraven 232 persones, la mediana anual d'ingressos fiscals per persona era de 12.582 €.

### Activitats econòmiques
Dels 7 establiments que hi havia el 2007, 1 era d'una empresa de fabricació d'altres productes industrials, 2 d'empreses de construcció, 1 d'una empresa de comerç i reparació d'automòbils, 1 d'una empresa de transport, 1 d'una empresa d'hostatgeria i restauració i 1 d'una empresa immobiliària.
Dels 4 establiments de servei als particulars que hi havia el 2009, 1 era una lampisteria, 1 electricista, 1 restaurant i 1 agència immobiliària.
L'any 2000 a Neuilly-en-Donjon hi havia 32 explotacions agrícoles que ocupaven un total de 2.475 hectàrees.

## Equipaments sanitaris i escolars
El 2009 hi havia una escola maternal integrada dins d'un grup escolar amb les comunes properes formant una escola dispersa.

## Poblacions més properes
El següent diagrama mostra les poblacions més properes.